# Hunter College
Hunter College, voluit Hunter College of The City University of New York, is een staatsuniversiteit in New York. Het maakt deel uit van de City University of New York.
Het werd in 1870 opgericht als een college voor vrouwen, de Female Normal and High School; later omgedoopt tot het Normal College. Het zou in 1914 opnieuw worden omgedoopt tot Hunter College. In de jaren dertig van de 20e eeuw breidde Hunter College zijn territorium voor studentenwerving uit tot The Bronx, met een dependance die later zelfstandig werd als het Herbert Lehman College. Sinds de jaren 1950 worden zowel mannen als vrouwen voor studie toegelaten. Hunter telt meer dan 20.000 leerlingen.
Hunter College bestaat uit zes scholen, op het gebied van kunst en wetenschappen, onderwijs, bestuur, gezondheid, verpleging en sociaal werk.
In de jaren veertig studeerde de latere winnaar van de Nobelprijs voor de Fysiologie of Geneeskunde, Rosalyn Sussman Yalow, aan Hunter College.